# 容疑者は8人の人気芸人
『容疑者は8人の人気芸人』（ようぎしゃははちにんのにんきげいにん）は、2015年4月18日にフジテレビ系列の『土曜プレミアム』で放送された単発スペシャルのテレビドラマ。
実在のお笑い芸人が主役となる、コントとドラマ・フィクションとノンフィクションがクロスオーバーするサスペンス・エンターテイメントである。

## 概要
芸人がテレビでは見せないプライベートのキャラとテレビでのキャラのギャップを比較するのがこのドラマの見どころである。

## あらすじ
日村勇紀（バナナマン）が、謎の場所にて水槽に閉じ込められ、水責めの様子がネット配信されるという事件が発生。黒田刑事と二階堂刑事が捜査を進める中、容疑者として絞られたのは、8人の人気芸人だった。2人の捜査により、容疑者達の犯行動機や日村の素顔が徐々に明らかになっていく。

## キャスト
演者が表記されていないものは実名での出演。

### 容疑者
容疑者にはイメージカラーが設定されていて、その色の服を着ていたり物を持っていた。
宮迫博之
芸人だけでなく俳優としても活躍し、バカリズム脚本の月9ドラマ「引きこもり刑事」にも犯人役として登場する。
一方、テレビで見せる恐妻家とは裏腹に、実際は毎日長電話をするというラブラブぶり。イメージカラーは黒。
博多大吉（博多華丸・大吉）
福岡出身芸人として博多ラーメンへの造詣も深いなど、福岡をこよなく愛する芸人。イメージカラーは赤。
設楽統（バナナマン）
被害者である日村の相方。相方の危機に対しても落ち着いて『ノンストップ!』の司会を務めている。イメージカラーは黄色。
バカリズム
被害者である日村とは同期。多才な才能を生かし、夏クールからの月9ドラマ「引きこもり刑事」の脚本を務めている。一方、そのシナリオには今回の事件と類似している場面も見受けられている。イメージカラーは紫。
伊達みきお（サンドウィッチマン）
芸人として活動する傍ら、他の芸人に金を貸しているなどある意味風貌通りの裏仕事を行っている。イメージカラーは銀。
徳井義実（チュートリアル）
本来のキャラクター通り、恋多き男となっており、次のターゲットとして傷心のいとうに迫る。イメージカラーは青。
いとうあさこ
実は数か月前まで日村と付き合っていたが振られてしまい、徳井と急接近していく。イメージカラーはピンク。
若林正恭（オードリー）
実は相方の春日以上のドケチキャラであり、実際は春日が住んでいるアパート「むつみ荘」も若林が住んでいる事になっている。イメージカラーは緑。

### 被害者
日村勇紀（バナナマン）
芸能活動の傍ら、インターネット上に「日村ちゃんねる」を開設し、脱出ショーやモノマネ動画をアップロードし人気を得ていた。
特番収録後、秘密のスタジオにて「水槽からの脱出」に挑戦しようとするも、気絶した状態で巨大な水槽への注水が始まってしまい、命の危機にさらされる。

### 刑事・関係者
黒田学
演 - カンニング竹山
警視庁西湾岸警察署所属のベテラン刑事。能力は高く、仕事一筋の真面目な人間であるが、それゆえ家族とも不和を起こしている。
芸能や最近のネット情報については非常に疎く、局内にいたエキストラの警官を本物の警官と間違え叱責するといった言動も見せる。特に芸人に関しては「知っているだけ脳の無駄遣い」「真面目に仕事を行う自分達に対し、“ふざけることが仕事”という芸人の態度が気に入らない」と端から敵対視する。
二階堂淳
演 - 和田正人
警視庁西湾岸警察署所属の刑事で黒田の部下。年こそ35歳だが、黒田からは「ゆとり」と呼ばれている。最初は黒田に従っていたが、慎重性を重視した堅い捜査や、「部下の成果を横取りする存在」である上司の黒田に反目していく。
南麻友
演 - 木南晴夏
バナナマンのマネージャー。元々は別の業界にいたが、お笑い好きが抑えられず転職した新米マネージャー。日村の窮地に対し警察へ救出を仰ぐ。マネージャーとしていつも笑顔を見せているが、実は愛想笑いが苦手。

### 特別出演
内田嶺衣奈（フジテレビアナウンサー）
「日村VS8人の人気芸人」の司会進行を務める。
神主
演 - 狩野英孝
黒田が家族と行った神社の神主。なぜかL'Arc〜en〜Cielの歌を歌っている。
田中卓志（アンガールズ）
フジテレビのロビーで黒田と二階堂が会う。イメージとは裏腹に多数の女性ファンが付いていた。中盤での「これまでのあらすじ」のナレーションも担当。
アイドリング!!!（外岡えりか・横山ルリカ・尾島知佳・石田佳蓮・玉川来夢・橋本瑠果）
フジテレビのロビーにて黒田・二階堂に挨拶する。また、横山は廊下にて黒田と接触後逃走。その後を『run for money 逃走中』のハンターが追っていた。
TRF
黒田・二階堂がフジテレビで遭遇。黒田は芸人と勘違いしたものの、DJ KOOが気さくに返してくれた。
モト冬樹（特別出演）
「打ち合わせ中に子どもに水鉄砲で水をかけられる」というドッキリのターゲット。
山﨑夕貴（フジテレビアナウンサー）・西川史子・LiLiCo
設楽が司会を務めるノンストップ!の出演者。
警察官
演 - 柳沢慎吾（特別出演）
黒田に電話越しで日村の車を発見した事を報告するが、次第にタバコの袋をトランシーバーに見立てたり、野次馬の整理に追われていくという柳沢のネタを繰り出していく。
石神秀幸
バカリズムの楽屋で放送されていた番組に登場し、ラーメンを品評していた。
イジリー岡田
ADが編集していた番組の素材に登場。アイドルの楽屋に潜入しようとしていた。
春日俊彰（オードリー）・菊地亜美
若林とともに「東京大通り（トーキョーオードリー）」という番組でラーメン店でのロケを行う。
どぶろっく
二階堂の「もしかして」に反応してネタを披露する。
山田ルイ53世（髭男爵）
借金を取り立てる伊達から逃走する。
西湾岸署幹部
演 - 津田寛治・名高達男（特別出演）
独断専行の捜査を行った黒田・二階堂に対して叱責を行う。
菅良太郎（パンサー）
いとうを捜索中に二階堂に間違えられ、さらに何度名前を言っても「カンサーのパンさん」と間違えられてしまう。

### その他
田中卓志の追っかけ
演 - 高坂ちか、陽菜えみる
「日村VS8人の人気芸人」AD
演 - 宮城大樹
「引きこもり刑事」助監督
演 - 一和洋輔
博多大吉の取材インタビュアー
演 - あべかすみ
「強風ジェスチャークイズ」MC
演 - 竹内渉
「東京大通り（トウキョーオードリー）」内ナレーション
演 - 滑川恭子
その他
瀬下尚人、明樂哲典、NARU、城築創、植田雅人、康本将輝、鎌田将司、難波拓也、城野マサト、猿山智也、兼原良太郎、堀内充治

## スタッフ
- 脚本：政池洋佑、相澤昇
- 演出：前川善郎（ユーフィールド）
- 風船監修：風船太郎
- 技術協力：バスク
- 企画・プロデュース：高瀬敦也[3]
- プロデュース：笹谷隆司（FCC）、小林和紘（FCC）、竹田浩子（FCC）、上原敏明（ユーフィールド）
- 制作協力：FCC、ユーフィールド
- 制作著作：フジテレビ

## 補足
- 劇中で日村が配信していた動画「日村ちゃんねる」は、実際にYouTubeで公開された[4]。

## 関連商品
DVDがポニーキャニオンより2015年9月16日に発売。ドラマの中で日村がWEB配信していた「日村ちゃんねる」やメイキングも特典映像として収録される。